# Bob Adelman

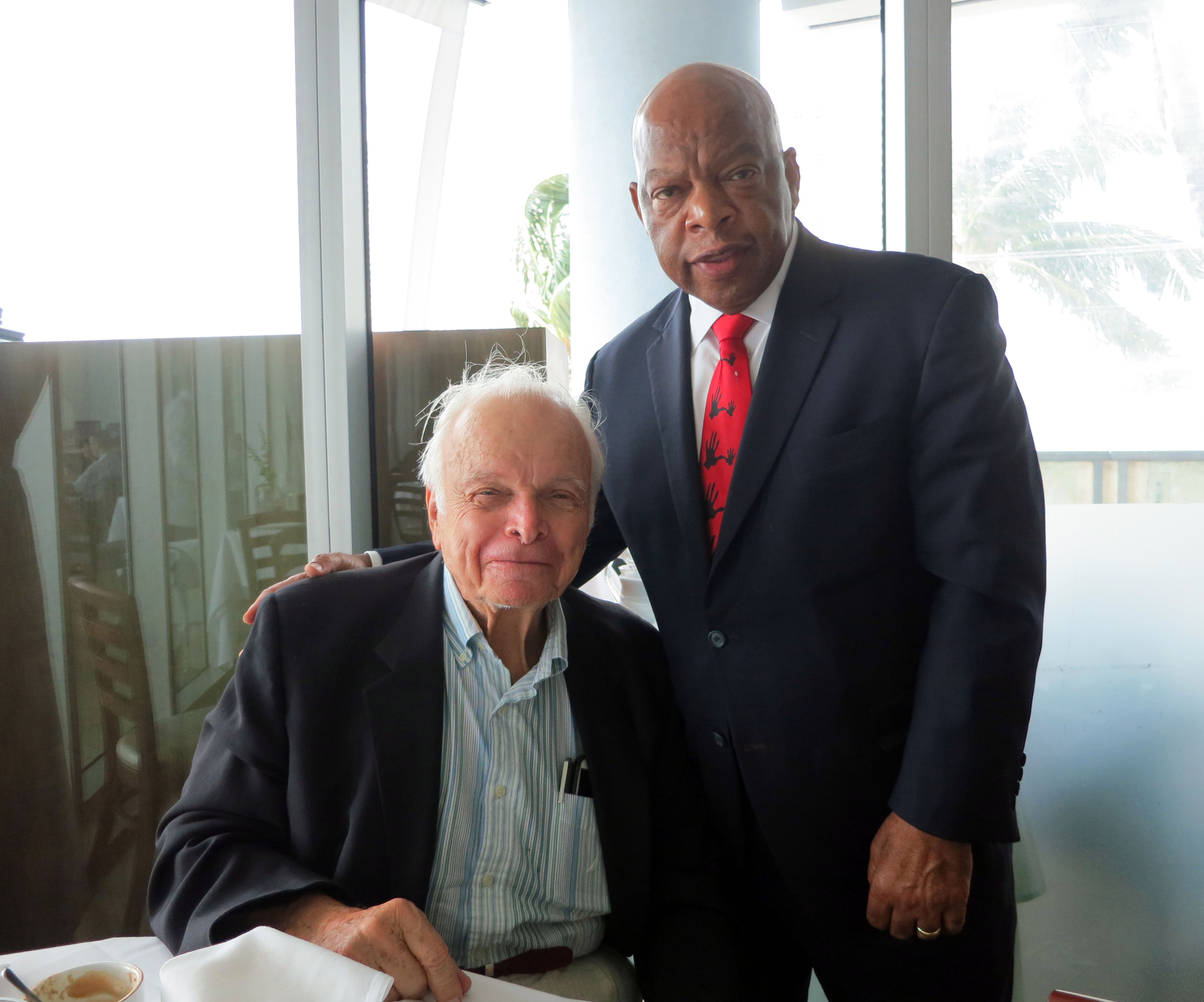
Bob Adelman (2013, sitzend) und John Lewis

Bob Adelman (* 30. Oktober 1930 in Brooklyn, New York City; † 19. März 2016 in Miami Beach, Florida) war ein US-amerikanischer Fotograf und Buchautor.

## Leben
Bob Adelman wurde im Oktober 1930 als Kind jüdischer Eltern in Brooklyn geboren und wuchs während der Great Depression in Rockaway, New York auf. Sein Vater arbeitete als Bodenleger. Die Familie war aus Deutschland in die Vereinigten Staaten eingewandert.
Adelman besuchte zunächst die Stuyvesant High School.
Nach seinem Schulabschluss im Jahre 1946 ging er zur Rutgers University und machte hier seinen B.A., studierte dann Jura an der Harvard University, dann Philosophie an der Columbia University. Dieses Studium schloss er mit einem M.A. ab.
Nach Beendigung seines Studiums wandte er sich unter Anleitung des Art-Directors von Harper’s Bazaar, Alexey Brodovitch, der Fotografie zu und machte Fotos zu allen möglichen Themen, u. a. von der Frauenbewegung, von den ersten Gay-Pride-Paraden oder von der Antikriegsbewegung, aber auch Bilder von Künstlern in New York, wie z. B. Andy Warhol. Seine Arbeiten erschienen in Esquire, Life, Time, New York Times Magazine oder Paris Match.
Anfang der 1960er Jahre begann er, als Freelancer für mehrere Organisationen der erstarkenden Bürgerrechtsbewegung zu arbeiten, wie dem Congress of Racial Equality (CORE), das Student Nonviolent Coordinating Committee (SNCC) und die NAACP.
Auf die Frage, warum er sich der Bürgerrechtsbewegung zugewandt habe, erklärte Adelman: „Da ich Jude war, hatte ich mit Diskriminierungen meine eigenen Probleme, und so identifizierte ich mich mit der Diskriminierung der Schwarzen. Meine Diplomarbeit an der Universität handelte von Sklavenzuchtfarmen in den nördlichen Südstaaten.“
Seine herausragenden Fotografien dokumentieren die brutale Unterdrückung des Civil Rights Movement (der US-Bürgerrechtsbewegung) in den 1960er Jahren und halten zentrale Ereignisse dieses Zeitabschnitts fest, wie die Freedom Rides, die 1963 von der Southern Christian Leadership Conference (SCLC) organisierte Birmingham Campaign, den Marsch auf Washington für Arbeit und Freiheit am 28. August 1963, auf der Martin Luther King seine berühmt gewordene Rede „I Have a Dream“ hielt, die Voter Registration Campaign, mit der man auch der schwarzen Bevölkerung die – in den Vereinigten Staaten übliche – Registrierung für Wahlen ermöglichen wollte, oder auch die Selma-nach-Montgomery-Märsche im Jahre 1965.
Zu Adelmans bekanntesten Bildern aus dieser Zeit zählen Fotos, die er während Kings berühmter „I-Have-a-Dream“-Rede am 28. August 1963 aufnahm, von Martin Luther King und seiner Frau Coretta an der Spitze Hunderter Demonstranten bei den Selma-nach-Montgomery-Märschen im Jahre 1965, oder auch die Aufnahme einer kleinen Gruppe schwarzer Jugendlicher, die dem Strahl eines Wasserwerfers ausgesetzt sind und widerstehen.
Mit seinen Bildern gelang es Bob Adelman, die Medien wachzurütteln und die unhaltbaren sozialpolitischen Zustände in den Südstaaten ins Bewusstsein der Bevölkerung der Vereinigten Staaten, letztlich der Welt zu rücken.
Bob Adelman verfasste insgesamt zwölf Bücher. Das bekannteste, Mine Eyes Have Seen (Meine Augen haben [es] gesehen), ein Rückblick auf die Bürgerrechtsbewegung, wurde im Jahre 2007 von Life in der Serie Great Photographers Series publiziert.

## Ausstellungen

### Einzelausstellungen
- 2014: The Movement: Bob Adelman and Civil Rights Era Photography, Museum of Art Fort Lauderdale, Fort Lauderdale, Florida
- 2005: KING: The Photobiography of Martin Luther King, Jr, Margaret Mitchell House & Museum, Atlanta, Georgia

### Gruppenausstellungen
- 2016: This Light of Ours: Activist Photographers of the Civil Rights Movement, Allentown Art Museum, Allentown, Pennsylvania
- 2015: This Light of Ours: Activist Photographers of the Civil Rights Movement, Memphis Brooks Museum of Art, Memphis, Tennessee
- 2015: Images of the Civil Rights Movement, Florida Holocaust Museum
- 2014: Signs of Protest: Photography from the Civil Right Era, Virginia Museum of Fine Arts, Richmond, Virginia
- 2013: A Day Like No Other: Commemorating the 50th Anniversary of the March on Washington, Library of Congress, Washington, D.C.
- 2013: Mine Eyes Have Seen, Martin Luther King Jr. National Historic Site
- 2013: The Whole World was Watching: Civil Rights-Era Photographs from the Menil Collection, Des Moines Art Center, Des Moines, Iowa
- 2012: This Light of Ours: Activist Photographers of the Civil Rights Movement, Mississippi Museum of Art, Jackson, Mississippi
- 2011: The Whole World was Watching: Civil Rights-Era Photographs from the Menil Collection, Menil Collection, Houston, Texas
- 2010: Road to Freedom, Bronx Museum of Art, New York City
- 2008: Road to Freedom, High Museum of Art, Atlanta, Georgia
- 2008: I Shot Warhol, Wesselmann, Lichtenstein, Rosenquist, and Indiana, Boca Raton Museum of Art, Boca Raton, Florida
- 2008: J. Paul Getty Museum, Los Angeles, Kalifornien